# لورنزو دی بوناونتورا
لورنزو دی بوناونتورا (انگلیسی: Lorenzo di Bonaventura؛ زادهٔ ۱۹۵۷) یک تهیه‌کننده اهل ایالات متحده آمریکا است.

## فیلم‌شناسی
- کنستانتین (۲۰۰۵)
- چهار برادر (۲۰۰۵)
- رستاخیز (۲۰۰۵)
- Derailed (۲۰۰۵)
- تک‌تیرانداز (۲۰۰۷; last film to receive a R rating)
- ۱۴۰۸ (۲۰۰۷; first film to receive a PG-13 rating)
- تبدیل‌شوندگان (۲۰۰۷)
- گرد ستاره (۲۰۰۷)
- تصورش کن (۲۰۰۹; first film to receive a PG rating)
- تبدیل‌شوندگان: انتقام شکست‌خوردگان (۲۰۰۹)
- جی. آی. جو: ظهور کبرا (۲۰۰۹)
- سالت (۲۰۱۰)
- رد (۲۰۱۰)
- تبدیل‌شوندگان: نیمه تاریک ماه (۲۰۱۱)
- The Devil Inside (۲۰۱۲; first film to receive an R rating since ۲۰۰۷)
- مردی روی لبه (۲۰۱۲)
- آخرین مقاومت (۲۰۱۳)
- عوارض جانبی (۲۰۱۳)
- جی. آی. جو: تلافی (۲۰۱۳)
- رد۲ (۲۰۱۳)
- جک رایان: سرباز سایه (۲۰۱۴)
- تبدیل‌شوندگان: عصر انقراض (۲۰۱۴)
- Higher Power (۲۰۱۴)
- Kidnap (۲۰۱۵)
- Transformers 5 (۲۰۱۶)
- G.I Joe 3 (۲۰۱۶)
- Transformers 6 (????)